# Эффект Фудзивары

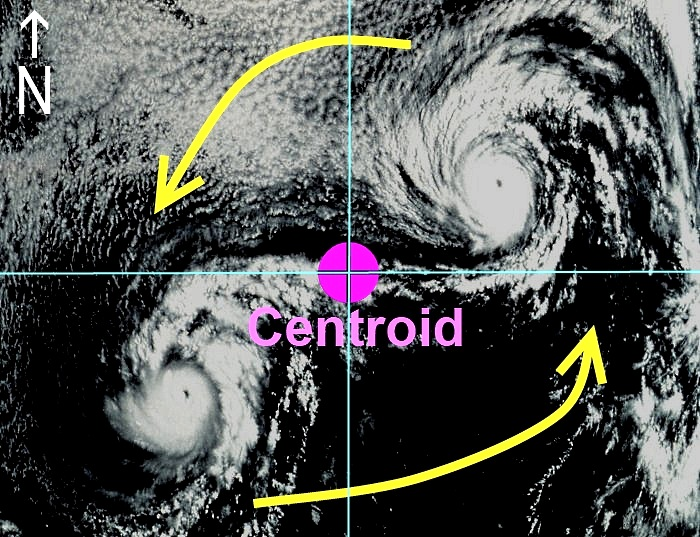
Ураганы Ион (слева) и Кирстен (справа) в 1974 году, изображение от 24 августа

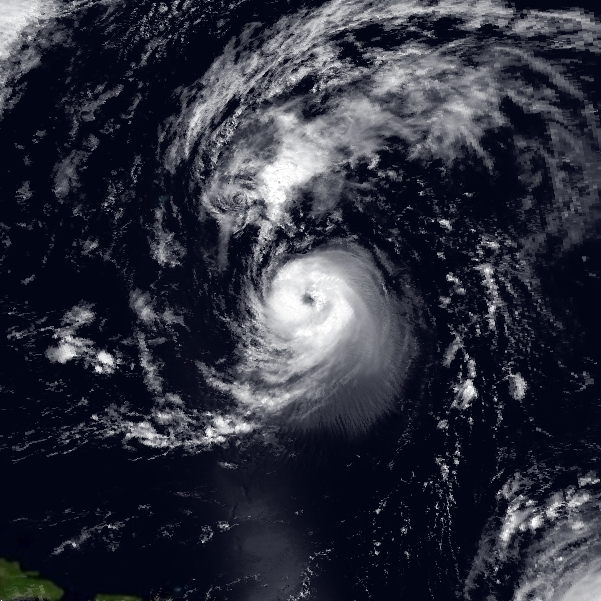
Айрис (снизу) и Карен (сверху) в 1995 году, изображение от 2 сентября

Мелор (Тайфун, 2009) (справа) и Парма (Тайфун, 2009) (слева) в 2009 году, изображение от 7 октября

Эффект Фудзивары — явление из области метеорологии, заключающееся в изменении свойств (как силы, так и траекторий) двух циклонов, находящихся на близком (до 1400 км) расстоянии друг от друга, вследствие их взаимодействия. Проявление этого эффекта затрудняет метеорологические прогнозы и увеличивает риск человеческих жертв. В более общем случае под эффектом Фудзивары могут подразумеваться взаимодействия двух и более вихрей с совпадающим направлением вращения.
В 1921 году японский метеоролог С. Фудзивара (Sakuhei Fujiwhara) опубликовал описания экспериментальных исследований взаимодействующих вихрей, проведённых им в лаборатории профессора В. Бьеркнеса. Продолжая работу по этой теме, он провёл также экспериментальные наблюдения, заключив, что циклоны, расположенные на расстояниях до 1000 км друг от друга, имеют склонность сближаться, их центры начинают вращаться вокруг некоторой точки, расположенной между центрами (позже Bernhard Haurwitz ввёл понятие центра масс), после чего с течением времени циклоны могут слиться в один. Позже явление взаимодействия двух (со временем также более чем двух) циклонов было названо в его честь. На сегодняшний день считается, что максимальное расстояние между циклонами, на котором проявляется эффект Фудзивары, составляет 1400км, но существуют и другие оценки, говорящие о взаимном влиянии циклонов, расположенных на расстоянии до 2700 км. Также на сегодняшний день упоминаются три разновидности эффекта.
Некоторые двойные циклоны со значительными проявлениями эффекта Фудзивары:
- Атлантические циклоны «Конни»[англ.] и «Диана»[англ.] в 1955 году[16] сформировались[17] близко друг к другу и в некоторый момент времени выглядели как один огромный ураган, двигаясь вокруг друг друга против часовой стрелки[18]. Малый промежуток между ураганами привёл к тому, что уровень воды в реках, поднявшийся после дождей, вызванных ураганом Конни, не успел опуститься, и ливни, принесённые ураганом Диана, привели к сильным наводнениям. В результате ураганов Конни и Диана погибло соответственно 25 и 200 человек, а Диана оказалась первым ураганом, причинившим миллиардный убыток[19].
- Тихоокеанские ураганы «Кирстен» и «Ион» 1974 года в какой-то момент соединились друг с другом высотной ложбиной, но впоследствии отдалились друг от друга и разошлись[20][21].
- Атлантический циклон «Айрис» в 1995 подвергся воздействию эффекта Фудзивары дважды, последовательно провзаимодействовав с ураганами «Умберто» и «Карен» (последний в результате ослабел и был поглощён «Айрис»)[22]. Привёл к гибели 5 человек.
- Тайфуны «Мелор»[англ.] и «Парма»[англ.] в 2009 году в северной части Тихого океана. Как было показано позже, из-за их взаимодействия «Парма» увеличила свою силу и неоднократно изменила направление движения, трижды пройдя по филиппинскому острову Лусон, что сделало предсказание её движения численными методами крайне затруднительной задачей, и потому число погибших на острове достигло 500 человек[15]. По-видимому, после этих тайфунов явления, связанные с Эль-Ниньо, спровоцировали большее, чем обычно, число оползней[23].